# Liste von Persönlichkeiten aus Aarau
Diese Liste enthält Persönlichkeiten, die in der Schweizer Stadt Aarau im Kanton Aargau geboren wurden oder später hier gelebt haben.

## In Aarau geboren

### A
- Dieter Ammann (* 1962), Musiker, Komponist
- Hektor Ammann (1894–1967), Historiker, Archivar
- Maja von Arx (1926–2003), Grafikerin und Buchillustratorin

### B
- Karl Ballmer (1891–1958), Maler, Philosoph
- Alfons Barth (1913–2003), Architekt
- Jan de Beijer (1703–1780), Zeichner
- Ivan Benito (* 1976), Fussballspieler
- Loris Benito (* 1992), Fussballspieler
- Yannick Berner (* 1992), Betriebswirt, Manager und Politiker
- Denise Bertschi (* 1983), bildende Künstlerin
- Eugen Bircher (1882–1956), Chirurg, Militär, Politiker
- Silvio Bircher (* 1945), National- und Regierungsrat
- Maximilian Oskar Bircher-Benner (1867–1939), Arzt, Ernährungswissenschaftler
- Barbara Borer-Mathys (* 1983), Politikerin (SVP)
- Sabine Boss (* 1966), Regisseurin, Autorin
- Lukas Briner (* 1991), Jazz- und Improvisationsmusiker
- Marisa Brunner (* 1982), Fussballspielerin
- Nuria Bucher (* 2005), Handballspielerin
- Patricia Bucher (* 1976), Installations- und Objektkünstlerin
- Charly Burger (1933–2024), Feldhandballspieler
- Max Burgmeier (1881–1947), Maler, Zeichner, Grafiker und Holzschneider
- Erika Burkart (1922–2010), Dichterin
- Nishan Burkart (* 2000), Fussballspieler
- Martha Burkhardt (1874–1956), Malerin, Zeichnerin, Illustratorin, Fotografin, Autorin und Sozialfürsorgerin
- Robert Buser (1857–1931), Botaniker
- Monika Burri (* 1970), Historikerin, Publizistin und Autorin

### C
- Cinzia Catania (* 1988), Sängerin und Komponistin
- Hans Christoffel (1888–1959), Psychiater, Psychoanalytiker

### D
- Jean-Jacques Dünki (* 1948), Pianist und Komponist
- Charles-Georges Duvanel (1906–1975), Kameramann, Filmregisseur

### E
- Corina Eichenberger-Walther (* 1954), Nationalrätin
- Markus Eichenberger (* 1957), Jazz- und Improvisationsmusiker
- August Ernst (1880–1959), Bundesrichter
- Johannes Ernst (1683–1765), evangelischer Geistlicher und Anhänger der Herrnhuter Brüdergemeine

### F
- Urs Faes (* 1947), Schriftsteller
- Eugen Fahrländer (1844–1917), Ingenieur
- Karl Franz Sebastian Fahrländer (1836–1907), National- und Regierungsrat
- Karl Emanuel Fahrländer (1803–1857), Nationalrat
- Konrad Falke (1880–1942), Schriftsteller
- Emil Feer (1864–1955), Kinderarzt
- Rudolf Fisch (1856–1946), Missionsarzt
- Guido Fischer (1901–1972), Grafiker,  Maler
- Hanspeter Fischer (1930–2009), Nationalrat
- Karl Fischer (1868–1927), Unternehmer und Politiker
- Albert Fleiner (1859–1902), Journalist
- Fritz Fleiner (1867–1937), Rechtswissenschaftler und Hochschullehrer
- Sylvia Flückiger-Bäni (* 1952), Nationalrätin
- Adrian Frey (* 1958), Jazzmusiker
- Michel Frey (* 1973), Autorennfahrer, Unternehmer
- Noëlle Frey (* 1992), Handballspielerin
- Hans Fricker (1879–1956), National- und Ständerat
- Renata Friederich (* 1958), Jazzmusikerin
- Pascal Furer (* 1971), Politiker

### G
- Thomas Geissmann (* 1957), Primatologe
- Hans-Jürg Gerber (1929–2018), Physiker und Professor
- Marcel Guignard (* 1949), Jurist und Politiker (FDP)
- Alfred Gysi (1865–1957), Zahnmediziner

### H
- Melanie Hauss (* 1982), Triathletin
- Michael Hammer (* 1982), Schlagzeuger, Komponist, Pianist
- Ferdinand Rudolph Hassler (1770–1843), Leiter der Küstenvermessung in den USA
- Hedwig Hayoz-Häfeli (* 1935), Malerin und Plastikerin
- Robert Hegnauer (1919–2007), Botaniker
- Bea Heim (* 1946), Nationalrätin
- Hans Herzog (1819–1894), General
- Hans Herzog (1858–1929), Historiker, Archivar und Bibliothekar
- Heinrich Herzog (1822–1898), Lehrer und Jugendschriftsteller
- Hans Peter Hoch (1924–2011), Grafikdesigner, Typograf, Fotograf und Vertreter der konkreten Malerei
- Fabienne Hoelzel (* 1976), Architektin und Städteplanerin
- Emil Adolf Hoffmann (1879–1963), Komponist
- Felix Hoffmann (1911–1975), Künstler
- Urs Hofmann (* 1956), Stadtrat, Nationalrat, Regierungsrat
- Hans Jörg Huber (1932–2008), Ständerat (CVP)
- Corinne Nora Huber (* 1986), Musikerin
- Paul Hubschmid (1917–2002), Schauspieler
- Lars Hunn (* 1999), Fussballspieler
- Hermann Hunziker (1840–1910), Landschaftsmaler
- Otto Hunziker (1879–1940), Nationalrat, Richter
- Walter Hunziker (1935–2012), Physiker und Hochschullehrer
- Franz Ludwig Hürner (1778–1849), Regierungsrat

### I
- Dimitri Isler (* 1993), Freestyle-Skier

### J
- Gottlieb Jäger (1805–1891), Nationalrat
- Yves Jansen (* 1952), Theaterregisseur, Schauspieler und Autor

### K
- Rösy von Känel (1895–1953), Schriftstellerin
- Hans Käslin (1867–1955), Germanist, Lehrer und Übersetzer
- Robert Käslin (1871–1934), Bundeskanzler
- Max E. Keller (* 1947), Komponist
- Kniri Knaus (* 1945), Jazz- und Bluesmusiker
- Rudolf Knoblauch (* 1951), Diplomat
- Cox Kocher (* 1942), Unternehmer, Autorennfahrer
- Hermann Kummler (1863–1949), Kaufmann, Industrieller, Erfinder
- Erwin Kurz (1846–1901), Jurist und Politiker
- Dimitrij Küttel (* 1994), Handballspieler

### L
- Norbert Lang (* 1934), Ingenieur, Dozent und Autor
- Simone Lappert (* 1985), Schriftstellerin
- Kurt Lareida (1923–1998), Politiker, Grossrat, Regierungsrat und Landammann des Kantons Aargau
- Lukas Laube (* 2000), Handballspieler
- Iris Lienhard (* 1976), österreichische Skibobfahrerin
- Lorenz Lotmar (1945–1980), Schriftsteller

### M
- Virgilio Masciadri (1963–2014), Lyriker, Schriftsteller, Lektor
- Jürg Meister (* 1958), Architekt und Gründer von nextroom
- Klaus Merz (* 1945), Schriftsteller
- Michel Mettler (* 1966), Dramaturg, Musiker, Schriftsteller
- Annique Meyer (* 1999), Unihockeyspielerin
- Hieronymus Meyer (1769–1844), Seidenbandfabrikant, Revolutionär, Alpinist
- Johann Rudolf Meyer (1739–1813), Seidenbandfabrikant, Philanthrop, Mäzen, Revolutionär
- Johann Rudolf Meyer (1768–1825), Seidenbandfabrikant, Naturforscher, Alpinist, Falschmünzer
- Johann Rudolf Meyer (1791–1833), Naturwissenschaftler, Schriftsteller, Alpinist
- Paul Meyer (* 1939), Architekt und emeritierter Professor
- Max Mittler (1924–2004), Autor, Verleger
- Friedrich Mühlberg (1840–1915), Lehrer, Geologe und Autor
- Max Mühlberg (1873–1947), Geologe
- Jörg Müller (* 1961), Radrennfahrer

### N
- Gret Niggli (1882–1954), Malerin
- Robert Nünlist (1911–1991), Kommandant der Schweizergarde

### O
- Eduard Oehler (1837–1909), Industrieller

### R
- Hermann Rauber (1948–2023), Historiker und Sachbuchautor
- Christian Reich (* 1967), Bobfahrer
- Linus Reichlin (* 1957), Journalist, Schriftsteller
- Lukas Reimann (* 1982), Nationalrat
- Paula Reimann (1884–1973), Theaterschauspielerin
- Paul Riniker (* 1946), Journalist
- Marcel Rohner (* 1964), Bankmanager
- Valentina Rosamilia (* 2003), Mittelstreckenläuferin
- Christian Rothacher (1944–2007), Maler, Konzeptkünstler
- Carl Rothpletz (1814–1885), Architekt
- Johann Heinrich Rothpletz (1766–1833), Finanzminister der Helvetischen Republik, Regierungsrat
- Johann Jakob Rychner (1803–1878), Veterinär und Begründer der Buiatrik

### S
- Hans Christof Sauerländer (1943–2016), Verleger
- Walter Schaffner (* 1944), Molekularbiologe, Hochschullehrer
- Silvia Schenker (* 1954), Nationalrätin
- Johann Oskar Schibler (1862–1932), Regierungsrat
- Birgit Schmid (* 1972), Journalistin und Autorin
- Nathalie Schmid (* 1974), Lyrikerin
- Susy Schmid (* 1964), Schriftstellerin
- Max Schmidt (1862–1951), Regierungsrat, Stadtammann
- Hansjörg Schneider (* 1938), Schriftsteller, Dramatiker
- Hans Senn (1918–2007), Unternehmer, Offizier
- Ludwig Sieber (1833–1891), Bibliothekar
- Hans Rudolf Siegrist (1913–1991), Jurist und Beamter
- Anna Sommer (* 1968), Comiczeichnerin
- Lisa Stauffer (1931–2009), Textilkünstlerin, Malerin und Zeichnerin
- Renato Steffen (* 1991), Fussballspieler
- Martin Steinmann (* 1940), Historiker und Bibliothekar
- Stefan Stirnemann (* 1960), Gymnasiallehrer
- Monika Stocker (* 1948), Nationalrätin
- Hans Studer (1875–1957), Ingenieur
- Paul Suter (1926–2009), Bildhauer

### T
- Karl Rudolf Tanner (1794–1849), Jurist, Dichter, Staatsmann
- Hans Trüb (1889–1949), Arzt, Psychotherapeut

### U
- Iwan Ursic (* 1976), Handballspieler

### V
- Erich Vock (* 1962), Schauspieler
- Florian Vogel (* 1982), Mountainbiker

### W
- Ulrich Weber (1940–2015), Journalist und Schriftsteller
- Ursus Wehrli (* 1969), Komiker, Kabarettist
- Werner Wehrli (1892–1944), Komponist
- Friedrich Emil Welti (1857–1940), Manager, Mäzen, Rechtshistoriker
- Daniel Wermelinger (* 1971), Fussballschiedsrichter
- Ernst Widmer (1927–1990), Komponist
- Friedrich Widmer (1870–1943), Architekt
- Silvan Widmer (* 1993), Fussballspieler
- Joël Willecke (* 2003), Handballspieler
- Sven Wolfensberger (* 1989), Fussballschiedsrichter

### Z
- Alfred Ziegler (1863–1949), Historiker, Lehrer und Archivar
- Erich Zimmerlin (1909–1999), Stadtammann
- Emil Zschokke (1808–1889), Pfarrer, Schriftsteller
- Friedrich Zschokke (1860–1936), Zoologe
- Olivier Zschokke (1826–1898), Ingenieur, Nationalrat
- David Zumbach (* 1984), Leichtathlet

## In Aarau gelebt

### A
- Albert Alder (1888–1980), Mediziner

### B
- Patti Basler (* 1976), Bühnenpoetin, Autorin, Kabarettistin und Satirikerin
- Johann Christian Martin Bartels (1769–1836), Mathematiker
- Georg Boner (1908–1991), Historiker, Archivar
- Franz Xaver Bronner (1758–1850), Dichter, Physiker, Archivar

### C
- Peter Conrad (1850–1914), Regierungsrat

### D
- Leonhard Demmely (1739–1819), Notar, österreichischer Spion
- Johann Rudolf Dolder (1753–1807), Landammann der Helvetischen Republik, Regierungspräsident

### E
- Albert Einstein (1879–1955), Physiker
- Ernst August Evers (1779–1823), Pädagoge, Philologe

### F
- Sebastian Fahrländer (1768–1841), Arzt, Politiker
- Carl Feer-Herzog (1820–1880), Politiker, Unternehmer, Eisenbahnpionier
- Anna Felder (1937–2023), Schriftstellerin
- Hans Ulrich Fisch (1583–1647), Glasmaler, Buchillustrator
- Adolf Fischer (1807–1893), Politiker
- Elisabeth Flühmann (1851–1929), Pädagogin, Frauenrechtlerin
- Jakob Frey (1824–1875), Schriftsteller
- Friedrich Frey-Herosé (1801–1873), Bundesrat
- Friedrich Theodor Fröhlich (1803–1836), Komponist

### G
- Wilhelm Benjamin Gautzsch (1771–1835), Pädagoge
- Carl Greith (1828–1887), Komponist, Kirchenmusiker
- Imma Grolimund (1872–1944), Schriftstellerin, Lehrerin
- Johann Samuel von Gruner (1766–1824), Geologe

### H
- Johann Haberstich (1824–1891), National- und Ständerat
- Nold Halder (1899–1967), Bibliothekar, Archivar
- Franziska Romana von Hallwil (1758–1836), Adlige österreichischer Herkunft
- Johannes Herzog (1773–1840), Regierungsrat
- Federico Hindermann (1921–2012), Schriftsteller, Übersetzer, Herausgeber
- Elsa Margot Hinzelmann (1895–1969), Schriftstellerin
- Georg Franz Hofmann (1765–1838), Pädagoge, Autor
- Dietrich Holzach (1836–1905), Bierbrauer
- Bruno Hunziker (1930–2000), National- und Regierungsrat

### I
- Peter Emil Isler (1851–1936), Politiker

### K
- Gottfried Keller (1873–1945), Ständerat
- Mirjam Kosch (* 1985), Grossrätin (Grüne)
- Anton Krättli (1922–2010), Literatur- und Theaterkritiker, Journalist und Redakteur
- Heinrich Kurz (1805–1873), Literaturhistoriker, Sinologe, Übersetzer

### L
- Fridolin Laager (1883–1975), Politiker

### M
- Totò Mazzara (* 1941), Maler, Objektkünstler
- Walther Merz (1868–1938), Jurist, Historiker
- Peter Mieg (1906–1990), Komponist, Kunstmaler
- Leopold Moosbrugger (1796–1864), Mathematiker
- Wendelin Moosbrugger (1760–1849), Maler
- Andreas Moser (1766–1806), Schriftsteller, Pädagoge
- Jakob Müller (1916–2003), Unternehmer
- Ernst Münch (1798–1841), Schriftsteller

### P
- Johann Heinrich Pestalozzi (1746–1827), Pädagoge
- Erich Peter (1935–1996), Jazzbassist
- Hans Pfistermeyer (vor 1500–1548), Täufermissionar
- Marthi Pritzker-Ehrlich (1944–1998), Historikerin

### R
- Rudolf Rauchenstein (1798–1879), Philologe, Pädagoge, Politiker
- Albrecht Rengger (1764–1835), Arzt, Politiker der Helvetik
- Johann Rudolf Rengger (1795–1832), Zoologe
- Johann Anton Renner (1743–1800), Administrator des Kantons Aargau
- Adolf Richner (1908–1982), Politiker
- Johann Kaspar Riesbeck (1754–1786), Schriftsteller
- Ernst Ludwig Rochholz (1809–1892), Germanist, Sagenforscher
- Arnold Roth (1890–1970), Ingenieur

### S
- Pietro Scalia (* 1960), Filmeditor, zweifacher Oscarpreisträger
- Jakob Samuel Johann Scheuermann (1770–1844), Kupferstecher
- Johann Nepomuk von Schmiel (1774–1850), Offizier, Politiker
- Michael Schneider (* 1964), Komponist, Musikwissenschaftler
- Anita Siegfried (* 1948), Schriftstellerin
- Claudia Storz (* 1948), Schriftstellerin
- Otto Sutermeister (1832–1901), Pädagoge, Märchensammler

### T
- János Tamás (1936–1995), Komponist
- Hannes Taugwalder (1910–2007), Schriftsteller
- Ignaz Paul Vitalis Troxler (1780–1866), Arzt, Politiker, Philosoph
- Charles Tschopp (1899–1982), Schriftsteller, Aphoristiker

### W
- Joseph Fidel Wieland (1797–1852), Arzt und Politiker
- Jost Winteler (1846–1929), Philologe, Kantonsschullehrer, Hausvater Albert Einsteins

### Z
- Heinrich Zschokke (1771–1848), Schriftsteller, Pädagoge
- Theodor Zschokke (1806–1866), Arzt, Naturforscher